# كورت فرانك
كورت فرانك (بالإنجليزية: Kurt Frank)‏ هو محامي وسياسي أمريكي، ولد في 20 مارس 1945. حزبياً، نشط في الحزب الديمقراطي. وقد انتخب عضو مجلس ولاية ويسكونسن.